# Diane Leather
Pour les articles homonymes, voir Leather.
Diane Leather (née le 7 janvier 1933 dans le comté des Midlands de l'Ouest et morte le 6 septembre 2018 en Angleterre) est une athlète britannique, spécialiste des courses de demi-fond.

## Carrière
Diane Leather est la première athlète féminine à courir le mile en moins de 5 minutes, le 29 mai 1954 à Birmingham.
Elle remporte la médaille d'argent du 800 mètres aux championnats d'Europe 1954, puis quatre ans plus tard en 1958.
Elle participe aux Jeux olympiques de 1960 à Rome où elle s'incline dès les séries du 800 m.